# Funerarias

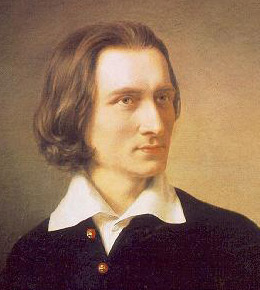
Liszt en 1842

Funérailles (Funerarias) es la séptima y una de las piezas más famosas de Harmonies poétiques et religieuses (Armonías poéticas y religiosas), una colección de obras para piano de Franz Liszt. Era una elegía escrita en octubre de 1849 en respuesta al aplastamiento de la Revolución Húngara de 1848 por los Habsburgo. 
La obra ha sido grabada por muchos pianistas especialistas en Liszt como György Cziffra, Claudio Arrau, Vladimir Horowitz, Arthur Rubinstein, John Ogdon, Martha Argerich, Evgeny Kissin, Sviatoslav Richter, Arnaldo Cohen, Arcadi Volodos, Sergio Fiorentino, Awadagin Pratt y Krystian Zimerman.

## Estructura
La pieza se compone de cuatro secciones distintas, con tres temas principales que se repiten a lo largo de ellas. La primera sección, denominada "Introduzione", es un movimiento en adagio, oscuro y sombrío, cuyos primeros compases evocan el sonido de campanas lejanas a lo largo de un lúgubre campo de batalla. Sus tristes acordes en la mano derecha se compensan con trémolos atronadores y sforzando en la mano izquierda, que son interrumpidos y calmados hasta la sumisión por la repentina llamada de las trompetas de batalla, lo que conduce al siguiente tema de la pieza. 
En la segunda sección, la obra presenta una sombría marcha fúnebre en Fa menor que se modula en una impresionante melodía lagrimosa en La ♭ mayor, que depende en gran medida de quintas aumentadas para transmitir lo que puede interpretarse como una especie de sombrío sentimiento de esperanza.
A continuación la pieza conduce a una heroica y poderosa marcha guerrera, cuyos acordes valientes y triunfantes están respaldados por poderosas cascadas de octavas en ostinato en el bajo. Este tema aumenta en intensidad hasta que alcanza un pico en fortissimo, momento en el cual irrumpe repentinamente la conclusión.
Es en esta conclusión donde Liszt reintroduce cada tema de la obra, comenzando con el tema de la marcha fúnebre, esta vez aún más poderoso y enfático. Después reitera brevemente partes del tema en La ♭ mayor antes de recuperar la marcha guerrera impulsada por la octava izquierda. Sin embargo, en lugar de permitir que la intensidad de este tema tome el control nuevamente, limita su duración y termina la obra con una disminuendo repentino en acordes tranquilos y abiertos en staccatissimo.

## Historia y significado
Funérailles se subtitula "Octubre de 1849". Esto a menudo se ha interpretado como una especie de elegía fúnebre para el amigo de Liszt, Frédéric Chopin, que murió el 17 de octubre de 1849, y también debido al hecho de que las octavas de la mano izquierda de la pieza están estrechamente relacionadas con la sección central de la Polonesa "heroica" en La bemol mayor, op. 53 de Chopin, escrita siete años antes. 
Sin embargo, Liszt expresó que la obra no fue escrita pensando en Chopin, sino que pretendía ser un tributo a tres de sus amigos que sufrieron las consecuencias del fallido levantamiento húngaro contra el dominio de los Habsburgo en 1848.  Se trataba del príncipe Félix Lichnowsky, el conde László Teleki y el primer ministro húngaro, el conde Lajos Batthyány. Batthyány fue ejecutado el 6 de octubre de 1849 por su participación en el levantamiento, Lichnowsky fue asesinado a golpes por una turba enfurecida y Teleki se vio obligado a vivir en el exilio durante más de diez años.